# Mühlenpfordtstraße
Die Mühlenpfordtstraße liegt im Norden der Innenstadt Braunschweigs und verbindet, in Nord-Süd-Richtung verlaufend, die Innenstadt mit dem nördlichen Teil des Innenstadtringes.
Im Süden beginnt sie an der Straße Am Wendentor (mit der Wendentorbrücke über der Okerumflut) und stößt im Norden auf den quer verlaufenden Rebenring.

## Geschichte
Bis Mitte des 20. Jahrhunderts bildete die Straße den südlichen Abschnitt der Hamburger Straße. Diese Straße wurde bereits im Mittelalter als Handels- und Heerstraße genutzt und führte von Braunschweig zur Hansestadt Hamburg. Erst im Jahr 1946 erhielt der Straßenabschnitt zwischen Wendentor und dem Rebenring seinen heutigen Namen, zu Ehren des Architekten und Hochschullehrers Carl Mühlenpfordt (1878–1944).

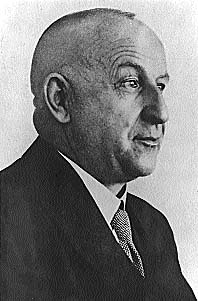
Carl Mühlenpfordt (1878–1944)

Die Okerumflut bildete bis in die Frühe Neuzeit die äußere Stadtbegrenzung Braunschweigs. Nachdem Mitte des 18. Jahrhunderts die Befestigungsanlagen der Stadt Braunschweig ihre militärische Bedeutung verloren, begann man im ersten Jahrzehnt des 19. Jahrhunderts mit der Schleifung der Wallanlagen.
Als um 1800 Braunschweiger Bürger über den durch Gewerbebetriebe in der engbebauten Innenstadt verursachten Rauch klagten, verlegten zahlreiche Fabrikanten, auch aus Brandschutzgründen, ihre Produktionsanlagen vor die damaligen Stadtgrenzen, an die heutige Mühlenpfordtstraße vor dem Wendentor.
Die Straße entwickelte sich in dieser Zeit zu einem frühen Industrie- und Gewerbegebiet. Zwischen dem Wendentor und dem heutigen Innenstadtring befanden sich in den 1840er Jahren, auf dem nur knapp 300 m-langen Abschnitt, drei Zichorienfabriken (Zichorienfabrik Ludwig Otto Bleibtreu, Zichorienfabrik Johann Gottlieb Hauswaldt und Zichorienfabrik Johann Andreas Salomon) und eine Wachstuchfabrik.

Die Zichorienfabrik Ludwig Otto Bleibtreu in der heutigen Mühlenpfordtstraße, Lithografie 19. Jahrhundert

Nach der Errichtung der Technischen Hochschule (heute Technische Universität Braunschweig) in der Nordstadt, wandelte sich ab 1877 der Charakter dieses Gebietes. Mit der Zichorienfabrik Ludwig Otto Bleibtreu schloss um 1909 der letzte Produktionsbetrieb in diesem Bereich.

## Heutige Bebauung

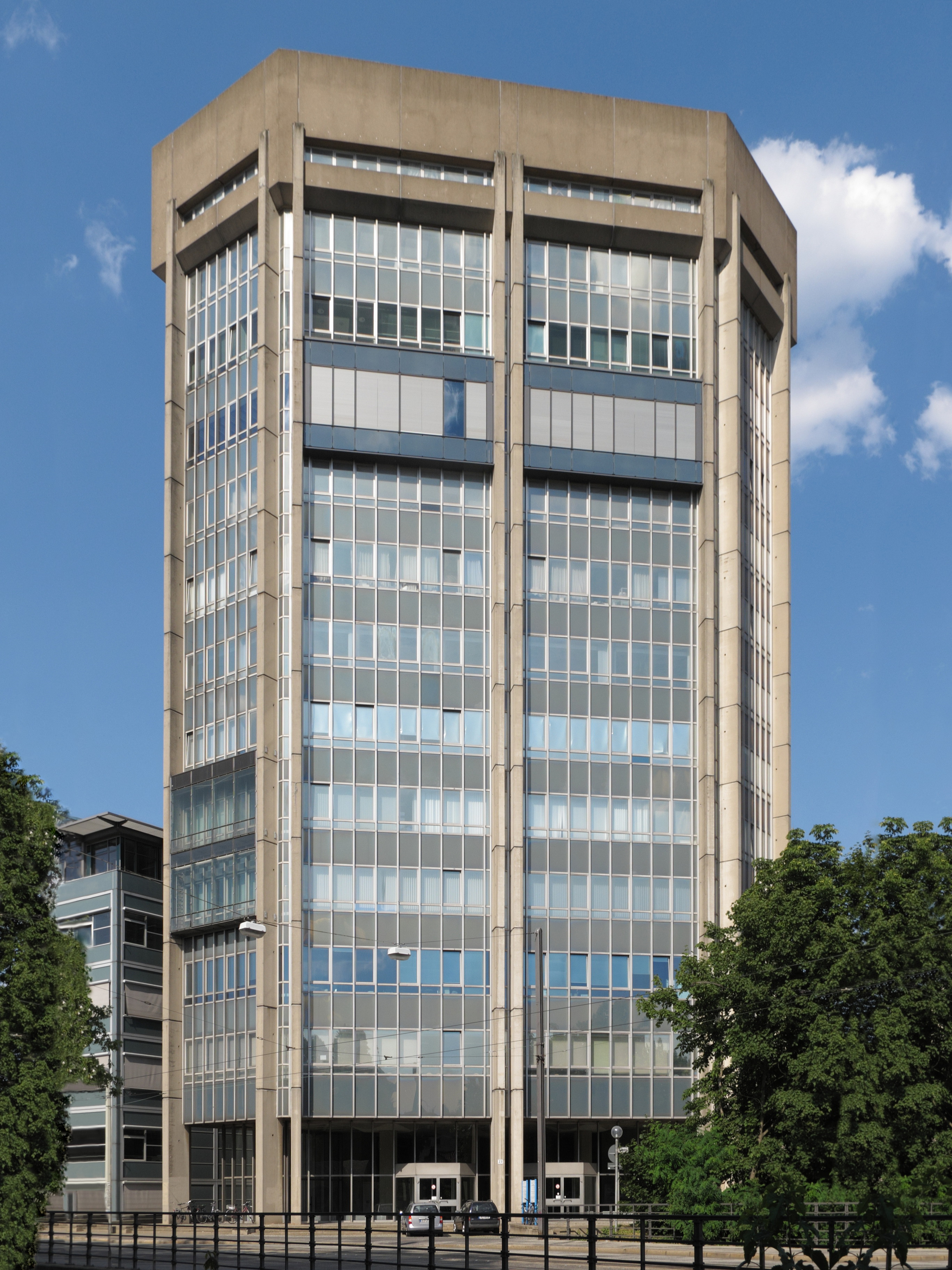
Das sogenannte „Architektenhochhaus“ der TU Braunschweig

Heute wird die Mühlenpfordtstraße in Braunschweig von den Gebäuden mit Einrichtungen der Technischen Universität geprägt, wie dem Informatikzentrum, dem sogenannten „Architektenhochhaus“ und dem Affenfelsen genannten Studentenwohnheim des Studierendenwerks OstNiedersachsen am Rebenring 61–64.
Daneben befinden sich Wohn- und Geschäftshäuser, meist mehrgeschossige Nachkriegsbauten in geschlossener Bauweise, mit Geschäften des Einzelhandels oder Gastronomiebetrieben im Erdgeschoss.